# Occisor versutus
Occisor versutus là một loài ruồi trong họ Tachinidae.